# Semaeopus incurvaria
Semaeopus incurvaria là một loài bướm đêm trong họ Geometridae.